# Anna Malle
Anna Malle, född den 9 september 1967, död den 25 januari 2006, var en amerikansk porrskådespelare. Hon föddes som Anna Hotop i Havana, Illinois och växte upp i Fort Madison, Iowa.

## Karriär
Enligt IAFD var en av hennes första framträdanden i "Dirty Debutantes", Vol. 37, med Ed Powers. Hon medverkade också i några Max Hardcore-produktioner. Också enligt IAFD har hon medverkat i 351 filmer, ofta tillsammans med sin man Hank Armstrong. Malle är mest känd för sina lesbiska scener och för sina analscener. Hon har också förklarat sig själv som bisexuell och har haft ett eget filmbolag, ESPX.
I mitten till slutet av 1990-talet medverkade hon i många av Nina Hartleys filmer. Hon medverkade också i HBO Real Sex 18 1997 och Playboy Channel. 2005 pensionerade hon sig från branschen.

## Dödsolyckan
Anna Malle dödades enligt den egna hemsidan i en bilolycka nära Las Vegas den 25 januari 2006.
År 2013 valdes hon postumt in i AVN Hall of Fame.